# Neoblepharella
Neoblepharella is een geslacht van kevers uit de familie bladkevers (Chrysomelidae).
De naam van het geslacht werd in 1999, als Blepharella, door Medvedev gepubliceerd maar was een junior homoniem van Blepharella Macquart, 1851, en dus niet geldig. Hüseyin Özdikmen publiceerde in 2008 Neoblepharella als nomen novum (vervangende naam).

## Soorten
- Neoblepharella basalis (Baly, 1862)